# 204ª Divisione costiera
La 204ª Divisione Costiera fu una grande unità di fanteria del Regio Esercito italiano durante la seconda guerra mondiale.

## Storia
La divisione fu costituita il 15 gennaio 1942 per trasformazione della IV Brigata costiera. La divisione venne posta alla dipendenze del XXX Corpo d'armata del gen. C.A. Giangiacomo Castagna ed il suo comando era di stanza a Porto Torres. La grande unità si arrese agli Alleati nel settembre 1943.

## Ordine di battaglia: 1942
- 19º Reggimento costiero
  - CD Battaglione fanteria costiero
- 130º Reggimento costiero
  - CCCXCIV Battaglione fanteria costiero
  - CCCXCVIII Battaglione fanteria costiero
  - CCCXCIX Battaglione fanteria costiero
- 149º Reggimento artiglieria
  - CCCIXVII Battaglione fanteria costiero
- 204º Reggimento artiglieria costiera
- VIII Battaglione fanteria costiero
- XCIII Battaglione fanteria costiero
- CDI Battaglione fanteria costiero
- CDXI Battaglione fanteria costiero
- 161ª Compagnia controcarri
- 162ª Compagnia controcarri.[1]

## Comandanti (1942-1943)
- Gen. D. Manlio Mora.[1]